# Cristóvão Borralho
Cristóvão Borralho foi um navegador português do século XVI. Crê-se que acompanhou Fernão Mendes Pinto e Diogo Zeimoto, na primeira viagem europeia para o Japão.